# Paul Streel
Pour les articles homonymes, voir Streel.
 (octobre 2024).
Si vous disposez d'ouvrages ou d'articles de référence ou si vous connaissez des sites web de qualité traitant du thème abordé ici, merci de compléter l'article en donnant les références utiles à sa vérifiabilité et en les liant à la section « Notes et références ».
Paul Clément François Streel, né le 23 novembre 1894 à Waremme et mort le 5 septembre 1965 à Othée, est un élu et bourgmestre belge.

## Biographie
Paul Streel obtient un doctorat en droit avant de devenir exploitant agricole.
En 1934, il devient conseiller municipal et maire d'Othée, fonction qu'il occupe jusqu'en 1965.
Il est élu représentant du PSC pour l'arrondissement de Liège en 1946 et remplit ce mandat jusqu'en 1961.

## Hommages
Il existe une rue Paul Streel à Othée[réf. nécessaire].